# Saint-Étienne-des-Guérets
Saint-Étienne-des-Guérets is een gemeente in het Franse departement Loir-et-Cher (regio Centre-Val de Loire) en telt 101 inwoners (2009). De plaats maakt deel uit van het arrondissement Blois.

## Geografie
De oppervlakte van Saint-Étienne-des-Guérets bedraagt 12,4 km², de bevolkingsdichtheid is dus 8,1 inwoners per km².
De onderstaande kaart toont de ligging van Saint-Étienne-des-Guérets met de belangrijkste infrastructuur en aangrenzende gemeenten.

## Demografie
Onderstaande figuur toont het verloop van het inwonertal (bron: INSEE-tellingen).